# Luka Bizanti
Luka Bizanti (Kotor, 1503. – Udine, 1575.) bio je hrvatski pjesnik i biskup kotorske biskupije.

## Životopis
Podrijetlom je iz obitelji hrvatske plemićke obitelji Bizanti iz Kotora.
Sinovac je Tripuna Bizantija koji je također bio kotorski biskup. Njegovim je zalaganjem imenovan 1524. godine pomoćnim kotorskim biskupom s pravom nasljedstva. Nakon Tripunova odreknuća, 1523., preuzima biskupsku službu. Službu je obavljao do 1565., kada je prepustio biskupsku stolicu svome bratu Pavlu. Zatim odlazi u Italiju kako bi pronašo sredstava za izdržavanje svojega osiromašnog roda. Tada je obnašao službu pomoćnog biskupa ili administratora akvilejskog patrijarha.
Godine 1539. istaknuo se pri obrani Kotora od napada turske flote. Sudjelovao je na Tridentinskome saboru.

### Članci
- Foretić, Miljenko. 1983. Bizanti, Luka. Hrvatski biografski leksikon. Zagreb.  journal zahtijeva |journal= (pomoć)